# After Eight

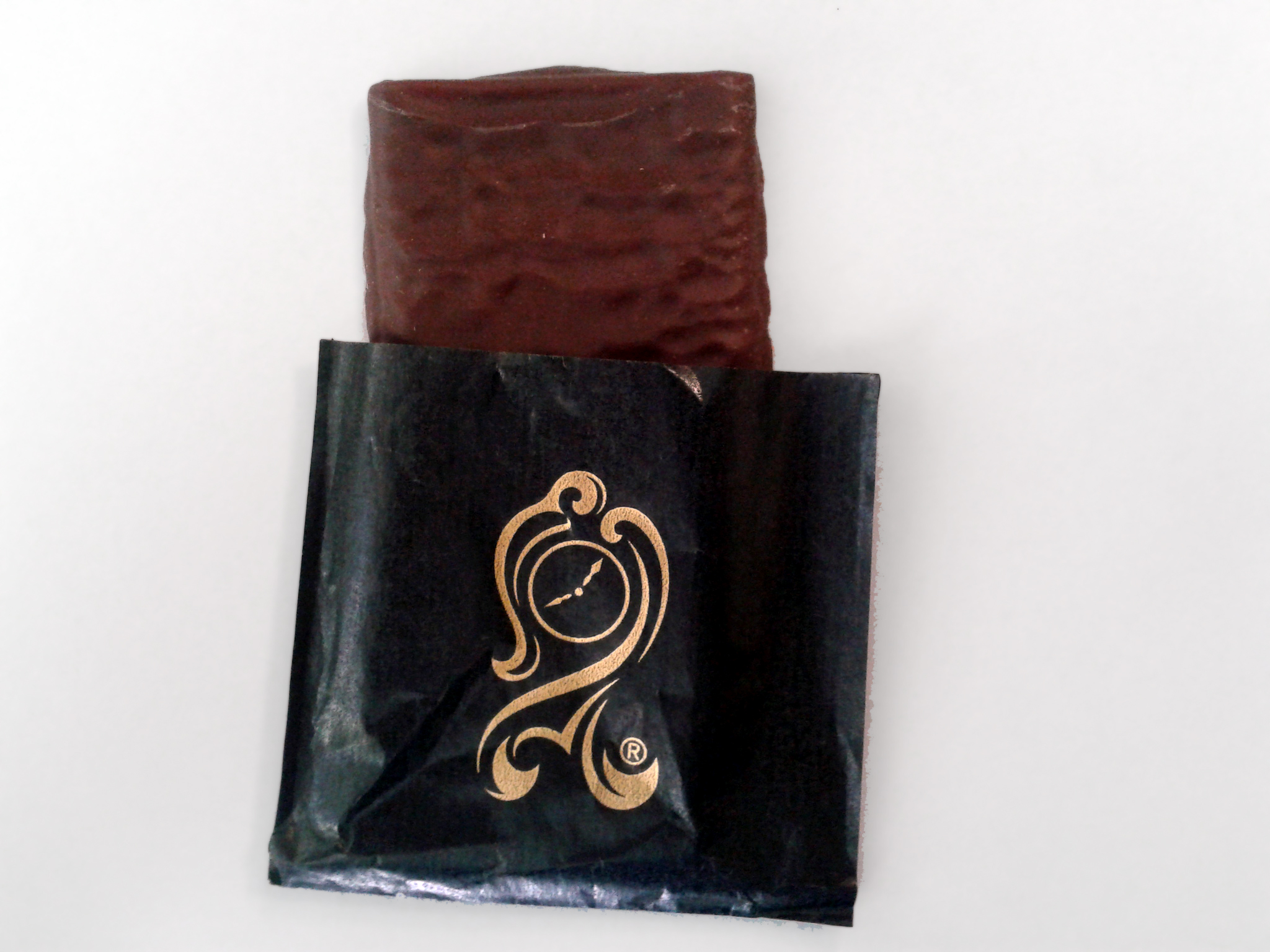
After Eight

After Eight Mint Chocolate Thins – marka czekoladek z miętowym nadzieniem produkowanych przez Nestlé. Okazjonalnie After Eight jest dostępne także w innych wariantach.

## Historia
Produkcję After Eight rozpoczęła w 1962 roku firma Rowntree według pomysłu Briana Sollitta. W 1970 roku rozpoczęto produkcję w Castleford. W 1988 roku, po przejęciu Rowntree, produkcję kontynuowało Nestlé. W 2010 roku produkcja została przeniesiona do fabryki w Halifaksie.
Czekoladki są sprzedawane w ponad 50 krajach świata. Rocznie produkuje się ponad miliard sztuk.

## Produkcja
Nadzienie After Eight jest wyprodukowane z sacharozy, wody i inwertazy, a następnie pokrywane czekoladą. Enzym następnie dzieli sacharozę na bardziej rozpuszczalne glukozę i fruktozę, co prowadzi do bardziej płynnej konsystencji. Taki cykl zajmuje trzy dni.